# Penser Weißhorn
Das Penser Weißhorn (auch Sarner Weißhorn oder Sarntaler Weißhorn, italienisch Corno Bianco) ist ein 2705 m s.l.m. hoher Berg in den Sarntaler Alpen in Südtirol.
Als höchste Erhebung in der näheren Umgebung bietet das Penser Weißhorn eine umfassende Aussicht, insbesondere auf die östlichen und westlichen Sarntaler Alpen. Die Ostflanke des Berghanges bildet das Quellgebiet der Talfer.

## Lage und Umgebung
Der markante Gipfel liegt im nördlichen Teil der Sarntaler Alpen. Im Norden liegt das Tal der Sennerbergalm, ein Seitental des Jaufentals. Nach Nordosten läuft der Gebirgskamm über die 2586 m hohe Gartlspitze zum 2211 m hohen Penser Joch hin aus. Nach Südosten fällt der Berg steil zum 2590 m hohen Gerölljoch ab. Im Südwesten erstreckt sich das Oberbergtal, ein Seitental des Sarntals, nach Westen zieht ein Grat zur Ötschspitze (2590 m). Die nächstgelegene Siedlung ist das südöstlich im hintersten Sarntal gelegene Pens.

## Geologie
Das Penser Weißhorn ist größtenteils aus glimmerreichen Schiefergneisen und Amphiboliten aufgebaut. An der Südflanke sind jedoch auch Dolomite und Kalke aus der Trias zu finden.

## Alpinismus
Die erste bekannte Besteigung des Weißhorns geht auf Alois Siegl und Carl Wechner im Jahr 1822 zurück.
Der Normalweg zum Gipfel ist ein markierter Steig vom Gerölljoch durch die Südflanke des Berges. Dieser Anstieg enthält kurze drahtseilversicherte Passagen und erfordert leichte Kletterei im Schwierigkeitsgrad I (UIAA). Ausgangspunkte sind das Penser Joch, das Oberbergtal oder das westlich gelegene Passeiertal. Die Anstiege über das Oberbergtal oder von Osten sind im Winter auch als anspruchsvolle Skitour möglich.
Ein weiterer markierter Anstieg führt über den Westgrat. Ausgangspunkt für diesen Weg ist das Jaufental. Das Weißhorn liegt auf der sogenannten Hufeisentour, einer ca. siebentägigen Runde durch die Sarntaler Alpen.